# Paul Schulze (acteur)
Pour les articles homonymes, voir Paul Schulze et Schulze.
Paul Schulze, né le 12 juin 1962, est un acteur américain.

## Filmographie

### Cinéma
- 1996 : Layin' Low de Danny Leiner : Patty
- 1999 : Y a-t-il un parrain pour sauver la mafia ?, de Lyndon Chubbuck : Nicky
- 2002 : Panic Room de David Fincher : L'officier de police.
- 2007 : Zodiac de David Fincher : Sandy Panzarella
- 2008 : John Rambo de Sylvester Stallone : Dr Michael Burnett
- 2013 : Amis pour la vie (Are You Here) de Matthew Weiner : Dave Lonergan

### Télévision
- 1990 : Haine et passion : Dr. Paul
- 1993 : Homicide : Miles Stradinger (saison 1, épisode 3)
- 1995 : New York Undercover : Ted Winters (saison 1, épisode 23)
- 1996 : Swift Justice (saison 1, épisode 1)
- 1997 : Dellaventura : Ronald (saison 1, épisode 8)
- 1997 : Prince Street (saison 1, épisode 3)
- 1998 : Oz : officier Rick Heim (saison 2, épisodes 1 et 5)
- 1999 : NYPD Blues : Ronald Barrett (saison 6, épisode 21)
- 1999 : Snoops : Mr. Sheridan (saison 1, épisode 3)
- 1999 : Amy : Aaron Carter (saison 1, épisode 8)
- 1999-2006 : Les Soprano : Père Phil Intintola (saison 1-6, 13 épisodes)
- 2001 : Le Protecteur : Derek Johnson (saison 1, épisode 3)
- 2002 : Spin City : Steven (saison 6, épisode 13)
- 2002 : Parents à tout prix : Kenny (saison 2, épisode 9)
- 2002 : Roswell : l'homme en noir (saison 3, épisode 16)
- 2002-2004 : 24 Heures chrono : Ryan Chappelle (3 saisons, 24 épisodes)
- 2003 : Frasier : Alex (saison 10, épisode 14)
- 2003 : Division d'élite : lieutenant De Marco (saison 3, épisode 5)
- 2004 : La Vie avant tout : maire Arnold Sweeney (saison 5, épisode 4)
- 2004 : FBI : Portés disparus : Mr. Corcoran (saison 3, épisode 1)
- 2004 : À la Maison-Blanche : Terrance Sligh (saison 6, épisode 6)
- 2004 : NIH : Alertes médicales : Mr. Kirkland (saison 1, épisode 10)
- 2005 : JAG : Major Try Atkins (saison 10, épisode 18)
- 2005 : Numb3rs : le photographe (saison 2, épisode 3)
- 2005 : Les Experts Manhattan : Luke Robertson (saison 2, épisode 4)
- 2005 : New York, police judiciaire : détective Pete Mulligan (saison 15, épisode 21)
- 2005 : Close to Home : Juste Cause : James Pritchard (saison 1, épisode 9)
- 2006 : Cold Case : Affaires classées : Phil Jorgensen (saison 3, épisode 14)
- 2006 : NCIS : Enquêtes spéciales : major Ken Meyers (saison 3, épisode 18)
- 2006 : Les Experts : le chirurgien (saison 6, épisode 24)
- 2006 : Shark : Ted Jeffries (saison 1, épisode 5)
- 2006 : Standoff : Les Négociateurs : Dale Steckler (saison 1, épisode 9)
- 2006 : Justice : substitut du procureur J.D. Keller (saison 1, épisodes 2, 6 et 11)
- 2006 : The Closer : L.A. enquêtes prioritaires : Richard Branch (saison 2, épisodes 14 et 15)
- 2007 : Boston Justice :  JAG Schoenewics  (saison 4, épisode 4)
- 2007 : Les Experts : Miami : docteur Werner Klein (saison 6, épisode 5)
- 2007 : Mad Men : Hobo (saison 1, épisode 8)
- 2007 : The Nine : 52 heures en enfer : Mike Moss (saison 1, épisode 12)
- 2008 : Journeyman : agent Richard Garrity (saison 1, épisodes 7, 8, 9 et 10)
- 2008 : Esprits criminels : détective Ronnie Boleman (saison 3, épisode 15)
- 2008 : Terminator : Les Chroniques de Sarah Connor : Carl Greenway (saison 2, épisode 2)
- 2009-2015 : Nurse Jackie : Eddie (7 saisons, 85 épisodes)

- 2009 : The Cleaner : Harrison (saison 2, épisodes 6 et 13)
- 2010 : New York, police judiciaire : Mr. Kralik (saison 20, épisode 23)
- 2010 : New York, unité spéciale : Patrick Holbart (saison 12, épisode 4)
- 2011 : Facing Kate : Steve Janks (saison 1, épisode 2)
- 2012 : Person of Interest : Gianni Moretti Jr. (saison 2, épisode 10)
- 2012 : Franklin and Bash : Eli Palmer (saison 1, épisode 19)
- 2012 : Mentalist : John Hutton (saison 5, épisode 3)
- 2014 : Mentalist : John Hutton (saison 6, épisode 14)
- 2014 : Chicago Police Department : Joseph Price (saison 2, épisode 3)
- 2015 : Major Crimes : avocat Owen Holland (saison 4, épisode 2)
- 2015 : Rizzoli and Isles : docteur Joe Harris (saison 6, épisodes 12 et 13)
- 2016 : Suits : Frank Gallo (saison 6, épisodes 1, 2, 3, 4, 5, 7, 8 et 9)
- 2017 : Suits : Frank Gallo (saison 7, épisodes 5, 6, 7 et 8)
- 2017 : New York, unité spéciale : Bill Lawrence (saison 19, épisode 5)
- 2017 : The Punisher : William J. Rawlins (saison 1, épisodes 2, 3, 5, 6, 7, 8, 11 et 12)
- 2019 : The Expanse : Esai Martin (saison 4, épisodes 3, 4, 6, 8 et 10)
- 2020 : Tommy : Len Egan (saison 1, épisodes 9, 11 et 12)
- 2021 : Truth Be Told : Le Poison de la vérité : Bobby (saison 2, épisode 2)